# Platinum & Gold Collection (Ace of Base)
Platinum & Gold Collection è un disco raccolta degli Ace of Base pubblicato 2003. Raccoglie i brani del gruppo pubblicati dal 1993 al 1998.
Raggiunse il 26º posto in Danimarca  e il 6° in Norvegia.

## Tracce
1. "The Sign" [Track Error]
2. "Cruel Summer"  (Cutfather & Joe Mix)
3. "Don't Turn Around"
4. "Lucky Love" (Original Version)
5. "All That She Wants"
6. "Everytime It Rains" (Metro Radio Mix)
7. "Whenever You're Near Me"
8. "Living in Danger" (D-House Radio Mix)
9. "Happy Nation" (Radio Edit)
10. "Wheel of Fortune"
11. "Never Gonna Say I'm Sorry"
12. "Beautiful Life"